# Lịch sử khoa học và công nghệ Trung Quốc
Bản mẫu:Lịch sử khoa học và công nghệ Trung Quốc

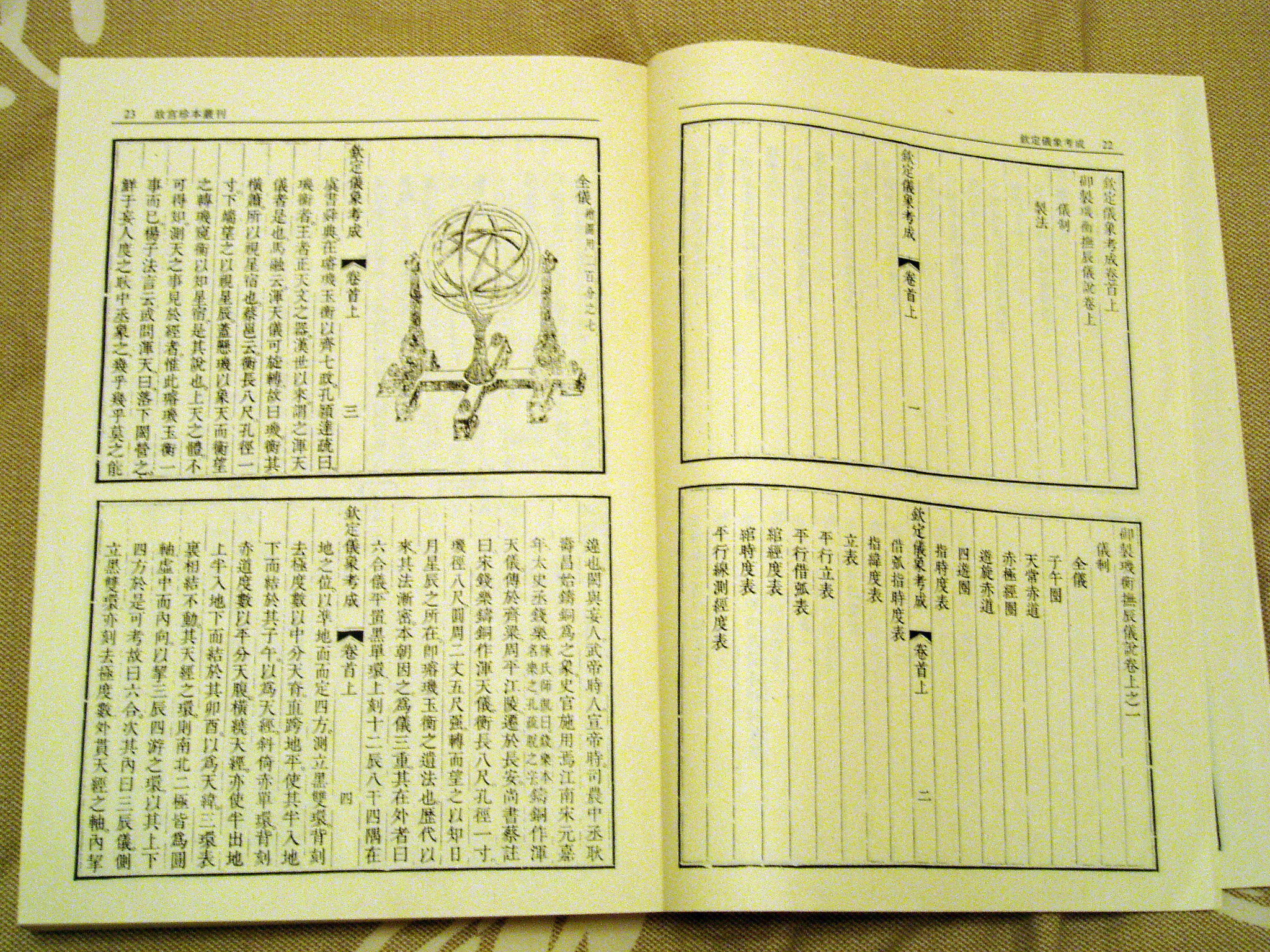
Hướng dẫn chế tạo các dụng cụ thiên văn từ thời nhà Thanh.

Các nhà khoa học và kỹ sư Trung Quốc cổ đại đã thực hiện nhiều đổi mới khoa học quan trọng, phát hiện mới và tiến bộ công nghệ trong nhiều lĩnh vực khoa học, bao gồm khoa học tự nhiên, kỹ thuật, y học, công nghệ quân sự, toán học, địa chất học và thiên văn học.
Trong số những phát minh sớm nhất có bàn tính (abacus), đồng hồ mặt trời (sundial) và đèn Khổng Minh (Kongming lantern). Tứ đại phát minh – la bàn, thuốc súng, kỹ thuật làm giấy và kỹ thuật in ấn – là những tiến bộ công nghệ quan trọng nhất, mà châu Âu chỉ biết đến vào cuối thời Trung cổ, tức khoảng 1.000 năm sau. Đặc biệt, triều đại nhà Đường (618–906 SCN) là giai đoạn có nhiều đổi mới vượt bậc. Đã có nhiều sự trao đổi giữa các phát minh của phương Tây và Trung Quốc cho đến thời nhà Thanh.
Các phái bộ Dòng Tên (Jesuit) đến Trung Quốc vào thế kỷ 16 và 17 đã giới thiệu khoa học và thiên văn học phương Tây, trong khi bản thân châu Âu đang trải qua cuộc cách mạng khoa học; đồng thời họ cũng mang kiến thức công nghệ của Trung Quốc về lại châu Âu. Trong thế kỷ 19 và 20, việc du nhập công nghệ phương Tây là yếu tố quan trọng trong quá trình hiện đại hóa Trung Quốc. Nhiều công trình nghiên cứu ban đầu của phương Tây về lịch sử khoa học Trung Quốc được thực hiện bởi Joseph Needham và cộng sự người Trung Quốc Lư Quế Trinh (Lu Gwei-djen).

## Mặc Địch và Trường phái Danh gia
Thời kỳ Chiến Quốc bắt đầu cách đây khoảng 2.500 năm, cùng với sự ra đời của nỏ. Needham ghi nhận rằng phát minh nỏ “vượt xa sự tiến bộ của áo giáp phòng thủ”, khiến việc mặc giáp trở nên vô ích đối với các vương công, quý tộc. Thời điểm này, ở Trung Quốc xuất hiện nhiều trường phái tư tưởng sơ khai – Bách Gia Chư Tử (諸子百家) – phân bố trong nhiều quốc gia chư hầu. Các trường phái này hoạt động như những cộng đồng tư vấn cho các nhà cầm quyền. Mặc Địch (墨翟, Mặc Tử, 470 TCN – khoảng 391 TCN) đưa ra những khái niệm hữu ích cho một số nhà cai trị, chẳng hạn như phòng thủ thành lũy. Một trong các khái niệm đó là pháp (法 – nguyên tắc hoặc phương pháp), được Trường phái Danh gia (名家 Ming jia, “danh” nghĩa là tên) phát triển thành một cuộc nghiên cứu có hệ thống về logic. Tuy nhiên, sự phát triển của logic bị chấm dứt khi các nhà bảo trợ chính trị của Mặc gia thất bại trước nhà Tần, và khái niệm pháp được hợp pháp hóa thành luật theo quan điểm của Pháp gia.
Needham cũng lưu ý rằng nhà Hán, sau khi tiêu diệt nhà Tần, nhận ra nhu cầu về pháp luật do học giả xác lập, chứ không phải do tướng lĩnh, thông qua các nhân vật như Lục Giả và Thúc Tôn Thông.
Ngươi có thể chinh phục thiên hạ trên lưng ngựa, nhưng không thể cai trị nó mãi trên lưng ngựa.— Lục Giả

Xuất phát từ triết học Đạo gia, một trong những đóng góp lâu dài của Trung Quốc cổ đại là Y học cổ truyền Trung Hoa, bao gồm châm cứu và thảo dược. Việc thực hành châm cứu có thể được truy nguyên từ thiên niên kỷ thứ nhất TCN, và một số nhà khoa học tin rằng có bằng chứng cho thấy các thực hành tương tự châm cứu từng xuất hiện ở Lục địa Á-Âu trong thời đại đồ đồng sơ kỳ.
Nhờ sử dụng đồng hồ bóng râm và bàn tính (cả hai phát minh này xuất hiện ở vùng Cận Đông cổ đại trước khi lan đến Trung Quốc), người Trung Quốc có thể ghi lại các quan sát thiên văn, bao gồm lần nhật thực đầu tiên được ghi nhận vào năm 2137 TCN, và lần ghi nhận đầu tiên về sự tụ hợp của các hành tinh vào năm 500 TCN. Tuy nhiên, các tuyên bố này còn nhiều tranh cãi và dựa vào nhiều giả định. Sách Lụa (The Book of Silk) là bản đồ sao chổi đầu tiên được xác nhận, viết khoảng năm 400 TCN. Nó liệt kê 29 sao chổi (gọi là “sao quét”) xuất hiện trong khoảng 300 năm, kèm theo hình vẽ mô tả sự kiện mà sao chổi xuất hiện tương ứng.
Về kiến trúc, đỉnh cao công nghệ Trung Hoa thể hiện ở Vạn Lý Trường Thành, được xây dựng dưới thời Tần Thủy Hoàng (220–200 TCN). Kiến trúc truyền thống Trung Quốc thay đổi rất ít từ thời Hán cho đến thế kỷ 19. Nhà Tần cũng phát triển nỏ, thứ sau này trở thành vũ khí phổ biến ở châu Âu. Nhiều tàn tích của nỏ đã được tìm thấy trong đội quân đất nung trong lăng mộ của Tần Thủy Hoàng.

## Thời Nhà Hán

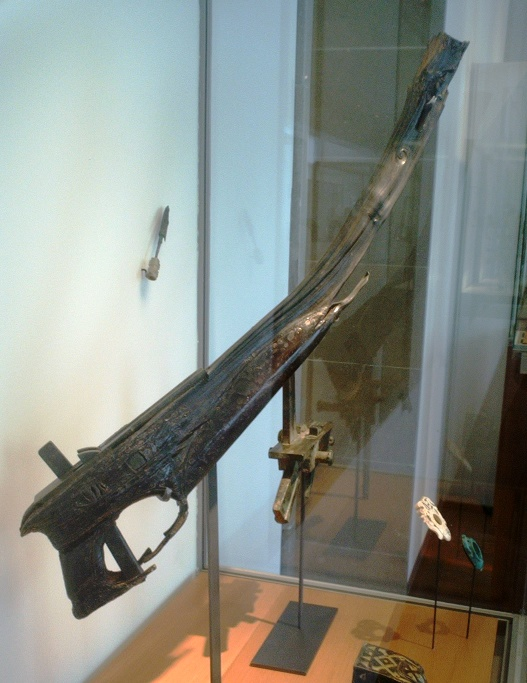
Di tích của một cây nỏ Trung Quốc, thế kỷ 2 TCN

Học giả kiêm nhà thiên văn Trương Hoành (Zhang Heng, 78–139 SCN) thời Đông Hán đã phát minh ra Hỗn thiên nghi (armillary sphere) quay bằng sức nước – đây là thiết bị dạng tiên tiến, trong khi Hỗn thiên nghi đầu tiên được phát minh bởi Eratosthenes người Hy Lạp. Ông cũng lập danh mục 2.500 ngôi sao và hơn 100 chòm sao. Năm 132 SCN, ông phát minh ra Địa chấn kế đầu tiên, gọi là “Hậu phong địa động nghi” (Houfeng Didong Yi – “Thiết bị khảo sát gió và sự rung động của đất”). Theo sách Hậu Hán Thư (25–220 SCN), thiết bị này có hình dạng như một chiếc bình, bên trong có cơ cấu thả một trong tám quả cầu để chỉ ra thời điểm và hướng xảy ra động đất. Ngày 13/6/2005, các nhà địa chấn học Trung Quốc công bố đã tái tạo thành công thiết bị này.
Mã Quân (Ma Jun, khoảng 200–265 SCN) – một kỹ sư cơ khí xuất sắc thời cổ đại Trung Hoa – cũng để lại nhiều dấu ấn. Ông cải tiến khung cửi dệt lụa, thiết kế bơm xích cơ khí để tưới nước cho vườn ngự uyển, và sáng tạo một sân khấu múa rối cơ khí quy mô lớn, vận hành bằng bánh xe nước ẩn để biểu diễn cho Tào Ngụy Minh Đế xem. Tuy nhiên, phát minh nổi bật nhất của ông là xe chỉ nam (South-Pointing Chariot) – một cỗ xe cơ khí hoạt động như la bàn cơ học. Cơ chế chính xác chưa rõ, nhưng các học giả cho rằng nó sử dụng bánh răng vi sai (differential gear) để phân bổ mô-men xoắn đều cho các bánh xe quay ở tốc độ khác nhau – một cơ cấu hiện diện trong tất cả ô tô hiện đại.
Ngoài ra, thước cặp trượt (Sliding calipers) được phát minh tại Trung Quốc cách đây gần 2.000 năm. Nền văn minh Trung Hoa cũng là nền văn minh đầu tiên thử nghiệm thành công hoạt động bay, với diều và đèn Khổng Minh (tiền thân của khinh khí cầu) là những thiết bị bay đầu tiên.

## Tứ đại phát minh

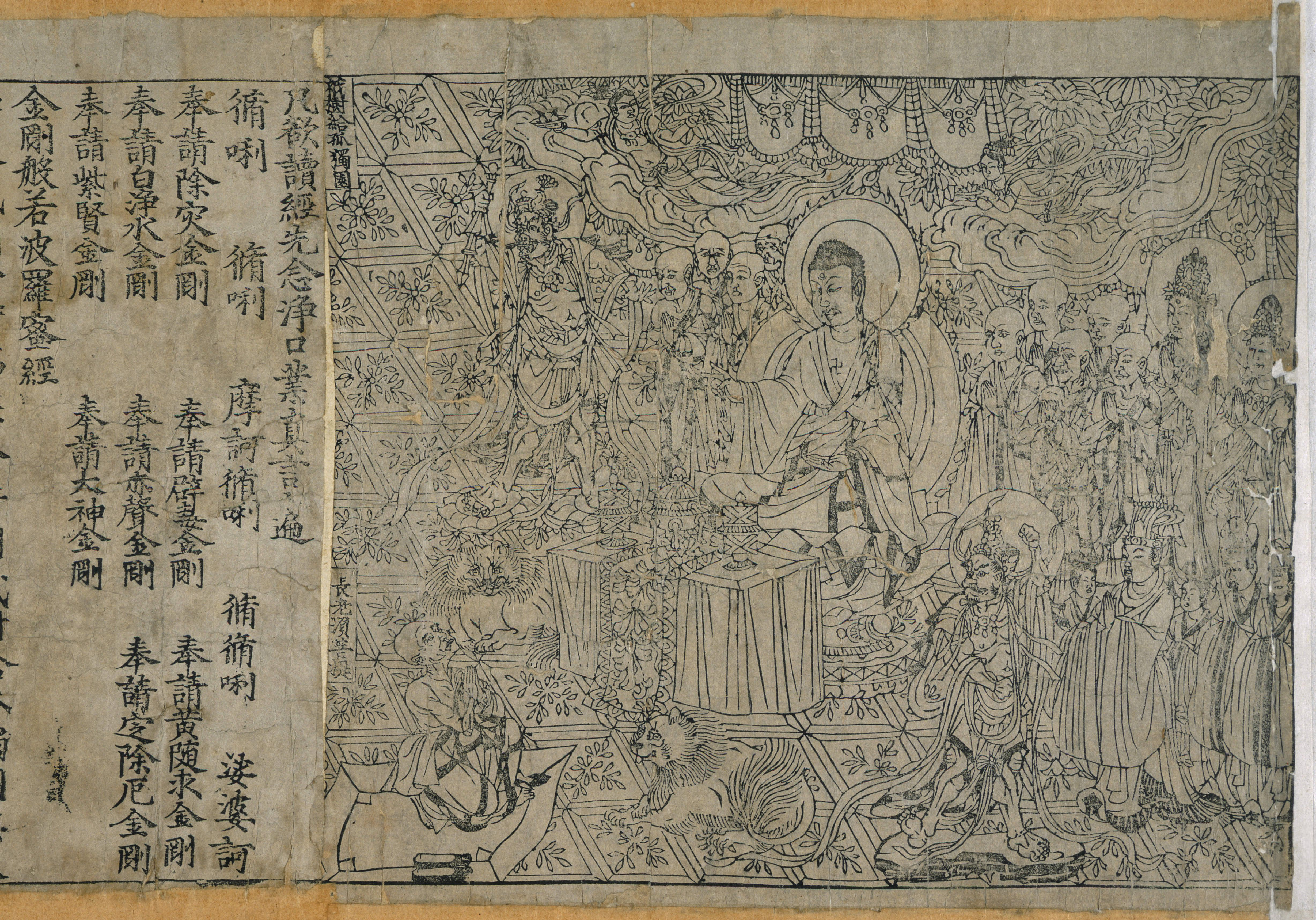
Trang minh họa tinh xảo trong Kinh Kim Cương thời Đường, năm 868 (Thư viện Anh)

Tứ đại phát minh (chữ Hán giản thể: 四大发明; phồn thể: 四大發明; bính âm: sì dà fāmíng) bao gồm: la bàn, thuốc súng, kỹ thuật làm giấy và in ấn. Trong đó, giấy và in ấn được phát triển sớm nhất. In ấn được ghi nhận ở Trung Quốc từ thời nhà Đường, mặc dù những mẫu vải in cổ nhất còn tồn tại có niên đại trước năm 220. Việc xác định chính xác thời điểm phát minh la bàn khá khó: hiện tượng kim nam châm hút được đề cập trong sách Luận Hằng (Lunheng) viết từ năm 20–100 SCN, nhưng tài liệu rõ ràng đầu tiên về kim nam châm xuất hiện năm 1086.
Đến năm 300 SCN, Cát Hồng – một nhà luyện đan thời Tấn – đã ghi lại chi tiết phản ứng hóa học khi trộn diêm tiêu, nhựa thông và than củi rồi nung nóng, trong sách Bảo Đảm Đan Kinh (Book of the Master of the Preservations of Solidarity).  Một ghi chép khác về thuốc súng, khoảng năm 850 SCN, cho biết:
Có người trộn lưu huỳnh, realgar (Hùng hoàng), diêm tiêu với mật ong; khói và lửa bùng lên, khiến tay mặt họ bị bỏng, thậm chí cả ngôi nhà nơi họ làm việc cũng bị thiêu rụi.
Bốn phát minh này có ảnh hưởng to lớn đến sự phát triển của nền văn minh Trung Hoa, đồng thời tác động sâu rộng đến toàn cầu. Ví dụ, thuốc súng lan truyền sang người Ả Rập vào thế kỷ 13, rồi sang châu Âu. Nhà triết học Anh Francis Bacon viết trong Novum Organum:
In ấn, thuốc súng và la bàn: Ba phát minh này đã thay đổi toàn bộ diện mạo và trạng thái thế giới; thứ nhất trong văn học, thứ hai trong chiến tranh, thứ ba trong hàng hải; từ đó kéo theo vô số biến đổi, đến mức không một đế chế, không một giáo phái, không một vì sao nào có ảnh hưởng lớn hơn trong đời sống nhân loại so với những phát minh cơ khí này.— 

Một trong những binh thư quan trọng nhất trong lịch sử Trung Hoa là Hỏa Long Kinh, do Tiêu Ngự (Jiao Yu) biên soạn vào thế kỷ 14. Sách mô tả việc sử dụng hỏa tiễn, pháo cầm tay, súng hỏa thương, mìn trên bộ và thủy lôi, đại bác, súng thần công, pháo hai tầng cùng nhiều công thức thuốc súng khác nhau như “thuốc súng ma thuật”, “thuốc súng độc”, và “thuốc súng gây mù và bỏng”.
Đối với in ấn, vào thế kỷ 11, Tất Thăng (Bi Sheng, 990–1051) phát minh chữ rời bằng gốm, sau đó được cải tiến bằng chữ rời gỗ của Vương Trinh (Wang Zhen) năm 1298, và chữ rời kim loại đồng của Hoa Toại (Hua Sui) năm 1490.

### Trích dẫn
1. ↑  Thomas Woods, How the Catholic Church Built Western Civilization (Washington, DC: Regenery, 2005)
2. ↑  Agustín Udías, p. 53.
3. ↑  Needham, Robinson & Huang 2004, p. 218.
4. 1 2  Needham, Robinson & Huang 2004, p. 10.
5. ↑  Needham 1956 p. 185.
6. ↑  Lu Jia (196 BCE, 前漢書 (Chi'en Han Shu) (History of the former Han dynasty) ch. 43, p. 6b and Tung Chien Kang Mu (Essential Mirror of Universal History) ch. 3, p. 46b) as referenced in Needham, Robinson & Huang 2004, p. 10.
7. ↑  "Die neuen Akupunkturpunkte zur Beeinflussung der Hirnnerven an der Hand". Bản gốc lưu trữ ngày 8 tháng 12 năm 2006. Truy cập ngày 19 tháng 2 năm 2007.,
8. 1 2  Ancient Chinese Astronomy Lưu trữ ngày 22 tháng 2 năm 2006 tại Wayback Machine
9. ↑  F. Espenak. "Solar Eclipses of Historical Interest". Bản gốc lưu trữ ngày 9 tháng 3 năm 2008.
10. ↑  F.R. Stephenson (1997). Historical Eclipses and Earth's Rotation. Cambridge University Press.
11. ↑  Weapons of the terracotta army
12. 1 2 3  english@peopledaily.com.cn. "People's Daily Online -- China resurrects world's earliest seismograph". english.people.com.cn.
13. 1 2  Needham, Volume 4, Part 2, 39.
14. ↑  Needham, Volume 4, Part 2, 158.
15. ↑  Needham, Volume 4, Part 2, 40.
16. ↑  Shelagh Vainker
17. ↑  "A lodestone attracts a needle." Li Shu-hua, p. 176.
18. ↑  Li Shu-hua, p. 182f.
19. ↑  Liang, pp. Appendix C VII
20. ↑  Kelly, p. 4.
21. ↑  Kelly, p. 22. "Around 1240 the Arabs acquired knowledge of saltpeter (“Chinese snow”) from the East, perhaps through India. They knew of gunpowder soon afterward. They also learned about fireworks (“Chinese flowers”) and rockets (“Chinese arrows”)."
22. ↑  Novum Organum, Liber I, CXXIX – Adapted from the 1863 translation